# Juzgado de Torres
El Juzgado de Torres o del Logudoro era uno de los cuatro juzgados (judicatus en latín; judicadu, logu o rennu en sardo; giudicati en italiano) en que estaba dividida la isla de Cerdeña hacia el año 1000. Existió desde el siglo IX (separado desde el siglo XI) y hasta el 1272.

## Historia
Surgieron de las antiguas divisiones bizantinas. Cuando los bizantinos abandonaron la isla hacia la segunda mitad del siglo IX, los gobernantes locales lograron el poder soberano. Los gobernantes de los siglos IX, X y XI no han quedado registrados. Arborea y Torres o Logudoro formaban el siglo XI un solo juzgado que se dividió hacia la mitad del siglo entre los dos hijos de Barisó de Arborea y Torres; Mariano I de Zori (Arborea) y Andreu Cerrar (Torres).
A Andreu le siguieron Mariano I de Torres, Constantino I de Torres y Gunnari I de Torres. Este último, que era un niño, ante el peligro de usurpación de Saltar de Gunales (que había luchado en las Baleares en 1114-1115 junto a los catalanes) fue enviado a Pisa por regente Itocor de Gambella, y allí se casó con una joven de una poderosa familia pisana (los Ebriaci) y volvió en 1140 con un ejército y exterminar a sus enemigos. En 1147 fue a las cruzadas y dejó el juzgado durante unos trenes años bajo regencia de su hijo y heredero. Cuando volvió se vio afectado por una crisis mística que le llevó a abdicar y retirarse al monasterio de Claraval el 1153, y murió allí en fecha desconocida. Sus dos hijos Pedro de Tornasol y Barisó II de Torres fueron jueces, el primero de Cagliari por matrimonio (Pere Torxitori IV), y el segundo de Torres. Pedro se decantó hacia los genoveses y fue derribado por los pisanos y cuando recuperó el juzgado con ayuda genovesa fue capturado por los nobles favorables a Pisa y murió en una prisión lo que decantó a su hermano Barisó hacia los genoveses.
Su hijo Constantino II de Torres estuvo casado con dos damas catalanas y fue excomulgado por el arzobispo de Pisa. El sucedió su hermano Comité de Torres y en este a su muerte el 1218, su hijo Mariano II de Torres que ya estaba asociado al gobierno desde el 1203. Mariano murió el 1233 y su hijo Barisó III de Torres fue proclamado por los nobles opuestos a los Visconti (favorables a Pisa), cerrando el paso de Ubald I Visconti de Gallura, casado con la hija de Mariano II, Adelasia. Pero Barisó III murió el 1236 y entonces fue proclamada [Adelasia de Torres] junto con su marido Ubald. Este murió el 1238.
Entonces los Doria convencieron a Federico II Hohenstaufen, emperador del Sacro Imperio Romano Germánico, de que casara a su hijo bastardo Enzo con Adelasia y crear un Reino de Cerdeña. En octubre de 1238 se casó con Enzo de Hohensatufen (o Enzo de Suabia), que se tituló rey de Cerdeña (1215 - Bolonia 11 de marzo de 1272) que la abandonó en julio de 1239 para ir a luchar con el padre, y se divorció en 1246 (después fue hecho prisionero por los güelfos y restó cerrado 23 años). Desde esta fecha (1246) Adelasia dejó de ocuparse del gobierno y se retiró al castillo de Goceano. Murió el 1259 y su territorio se repartió entre las familias Doria, Malaspina y Spinola de Génova, cada una como curadores de Génova; Sassari que rechazó a un gobernador pisà con apoyo de los Doria, se constituyó en ciudad libre bajo forma republicana y con alianza en Génova, que enviaba al podestà anual. Esta situación derivó en un control de los Doria a una parte (norte) mientras otro pasó a Sierra o Bas-Sierra de Arborea (el sur) ambos alegando ser regentes de Enzo, que murió prisionero en Bolonia en 1272 y se acabó la ficción. Las señorías feudales de Torres, y la ciudad de Sassari, fueron ocupadas por la Corona de Aragón el 1324.